# Theo Verschueren
Théofiel Verschueren (conocido como Theo Verschueren; Sint Jansteen, Países Bajos, 27 de enero de 1943) es un deportista belga que compitió en ciclismo en la modalidad de pista, especialista en la prueba de medio fondo.
Ganó cinco medallas en el Campeonato Mundial de Ciclismo en Pista entre los años 1969 y 1974.

## Medallero internacional
| Campeonato Mundial | Campeonato Mundial      | Campeonato Mundial | Campeonato Mundial |
| Año                | Lugar                   | Medalla            | Competición        |
| ------------------ | ----------------------- | ------------------ | ------------------ |
| 1969               | Amberes (Bélgica)       | Medalla de plata   | Medio fondo (P)    |
| 1970               | Leicester (Reino Unido) | Medalla de plata   | Medio fondo (P)    |
| 1971               | Varese (Italia)         | Medalla de oro     | Medio fondo (P)    |
| 1972               | Marsella (Francia)      | Medalla de oro     | Medio fondo (P)    |
| 1974               | Montreal (Canadá)       | Medalla de plata   | Medio fondo (P)    |

## Palmarés
- 1965
  - Campeón de Bélgica de Madison (con Robert Lelangue)
  - Campeón de Bélgica de derny
- 1968
  - ̈Campeón de Europa de Derny
  - 1.º en los Seis días de Amberes (con Emile Severeyns y Sigi Renz)
- 1969
  - Campeón de Bélgica de derny
  - Campeón de Bélgica de medio fondo
- 1970
  - Campeón de Bélgica de derny
  - Campeón de Bélgica de medio fondo
- 1971
  - Campeón del mundo de medio fondo
  - Campeón de Europa de Derny
  - Campeón de Bélgica de derny
  - Campeón de Bélgica de medio fondo
- 1972
  - Campeón del mundo de medio fondo
  - Campeón de Europa de Derny
  - 1.º en los Seis días de Amberes (con René Pijnen y Leo Duyndam)
- 1973
  - Campeón de Europa de Derny
  - Campeón de Bélgica de derny
  - Campeón de Bélgica de medio fondo
- 1974
  - Campeón de Europa de Derny